# 4786 Tatianina
4786 Tatianina eller 1985 PE2 är en asteroid i huvudbältet som upptäcktes den 13 augusti 1985 av den rysk-sovjetiske astronomen Nikolaj Tjernych vid Krims astrofysiska observatorium på Krim. Den har fått sitt namn efter Tatiana A. Somova.
Asteroiden har en diameter på ungefär 3 kilometer.